# Шмейдлер, Дэвид
Дэвид Шмейдлер (англ. David Schmeidler; 1939, Краков, Польша — 17 марта 2022) — израильский экономист, эмерит профессор экономики Университета штата Огайо и Тель-Авивского университета, соавтор модели «максимин ожидаемой полезности»

## Биография
Дэвид родился в 1939 года в Кракове.
Д. Шмейдлер в 1963 году получил степень бакалавра наук по математике, а в 1965 году получил магистерскую степень по математике. В 1969 году был удостоен степени доктора философии по математике в Еврейском университете в Иерусалиме. Научным руководителем докторской диссертации был Роберт Ауман.
Преподавательскую деятельность начал в качестве помощника преподавателя на факультете математике в Еврейском университете в Иерусалиме в 1965—1969 годах, продолжил в качестве научного сотрудника в Лувенском католическом университете в 1969—1970 годах, ассистентом профессора математики и экономики в Калифорнийского университета в Беркли в 1970—1971 годах. Затем продолжил старшим лектором в 1971—1974 годах, ассоциированным профессором в 1974—1978 годах, профессором экономики и статистики Тель-Авивского университета в 1978—2010 годах. Был профессором экономики Университета штата Огайо в 1987—2010 годах. С 2010 года эмерит профессор Тель-Авивского университета и Университета штата Огайо. Является также профессором экономики Междисциплинарного центра в Герцлии.
Д. Шмейдлер является помощником редактора журнала «Review of Economic Design», «International Journal of Game Theory», «Journal of Public Economic Theory», иностранным членом Американской академии искусств и наук с 2010 года, членом Израильской академии естественных и гуманитарных наук и Эконометрического общества, президентом общества Теории Игр, почётным доктором Туринского университета.

## Вклад в науку
Д. Шмейдлер совместно с И. Гильбоа в своей статье от 1989 года «Максимин ожидаемой полезности с неуникальным априором» предложили модель максимина ожидаемой полезности (англ. maximin expected utility) с множественными априорными предположениями, которая представляет собой критерий принятия решений для объяснения парадокса Эллсберга. В условиях неопределённости агент имеет полное множество {\displaystyle X} вероятных событий {\displaystyle \pi }, которые агент оценивает для максимизации полезности. Модель основана на функции полезности и наборе субъективных вероятностных распределений наступлений событий, предполагающие, что люди оценивают решения на основе минимальной ожидаемой полезности по этому классу распределений.
Д. Шмейдлер совместно с И. Гильбоа в своей статье 1994 года «Аддитивные представления о неаддитивных мерах и интеграле Шоке» предложили, что «ожидаемая полезность Шоке» основана на функции полезности, заменяющей аддитивную вероятностную меру субъективной ожидаемой полезности на неаддитивную меру по событиям, заменяя стандартную формулу ожидаемой полезности альтернативным понятием ожидания в отношении этой неаддитивной мерой.